# Campeonato FIBA Américas de 1992
El Campeonato FIBA Américas de 1992 fue la 5.ª edición del campeonato de baloncesto del continente americano y se celebró entre del 27 de junio y el 5 de julio de 1992 en Portland, Oregón. Este torneo fue clasificatorio para los Juegos Olímpicos de Barcelona 1992, para el cual otorgó 4 plazas. Este torneo quedó en la historia por ser el debut internacional del llamado Dream Team, donde por primera vez, el seleccionado estadounidense convocó a las estrellas de la NBA a una competencia oficial de la FIBA.

## Equipos participantes
Compitieron 10 selecciones nacionales, divididas en los siguientes grupos:
| Grupo A        | Grupo B     |
| -------------- | ----------- |
| Argentina      | Brasil      |
| Canadá         | México      |
| Cuba           | Puerto Rico |
| Estados Unidos | Uruguay     |
| Panamá         | Venezuela   |

## Primera fase

### Grupo A
| # | Equipo         | Pts. | P | G | P | PF  | PC  | Dif. |
| - | -------------- | ---- | - | - | - | --- | --- | ---- |
| 1 | Estados Unidos | 8    | 4 | 4 | 0 | 481 | 257 | +224 |
| 2 | Canadá         | 6    | 4 | 2 | 2 | 297 | 326 | -29  |
| 3 | Argentina      | 6    | 4 | 2 | 2 | 334 | 362 | -28  |
| 4 | Panamá         | 5    | 4 | 1 | 3 | 276 | 344 | -68  |
| 5 | Cuba           | 5    | 4 | 1 | 3 | 274 | 373 | -99  |

27 de junio de 1992
| Argentina | 94 – 76 | Panamá |
| Cuba      | 79–78   | Canadá |

28 de junio de 1992
| Estados Unidos | 136 – 57 | Cuba      |
| Canadá         | 87 - 80  | Argentina |

29 de junio de 1992
| Panamá         | 86 – 67  | Cuba   |
| Estados Unidos | 105 - 61 | Canadá |

30 de junio de 1992
| Estados Unidos | 112 – 52 | Panamá |
| Argentina      | 73 - 71  | Cuba   |

1 de julio de 1992
| Canadá         | 71 – 62  | Panamá    |
| Estados Unidos | 128 - 87 | Argentina |

### Grupo B
| # | Equipo      | Pts. | P | G | P | PF  | PC  | Dif. |
| - | ----------- | ---- | - | - | - | --- | --- | ---- |
| 1 | Brasil      | 8    | 4 | 4 | 0 | 452 | 333 | +119 |
| 2 | Puerto Rico | 7    | 4 | 3 | 1 | 331 | 321 | +10  |
| 3 | Venezuela   | 6    | 4 | 2 | 2 | 359 | 401 | -42  |
| 4 | México      | 5    | 4 | 1 | 3 | 328 | 331 | -3   |
| 5 | Uruguay     | 4    | 4 | 0 | 4 | 367 | 451 | -84  |

27 de junio de 1992
| Brasil    | 95 – 72  | Puerto Rico |
| Venezuela | 110 – 97 | Uruguay     |

28 de junio de 1992
| Brasil      | 128 – 81 | Venezuela |
| Puerto Rico | 64 – 58  | México    |

29 de junio de 1992
| Puerto Rico | 104 – 88 | Uruguay |
| Brasil      | 90 - 87  | México  |

30 de junio de 1992
| México      | 98 - 89 | Uruguay   |
| Puerto Rico | 91 – 80 | Venezuela |

1 de julio de 1992
| Venezuela | 88 - 85  | México  |
| Brasil    | 139 – 93 | Uruguay |

## Fase Final
En la ronda reclasificatoria se enfrentaron los segundos con los terceros de cada grupo, cuyo vencedor se enfrentó al primero de cada grupo en semifinales.
|  | Reclasificación 2 de julio | Reclasificación 2 de julio | Reclasificación 2 de julio |                |     | Semifinales 3 de julio | Semifinales 3 de julio | Semifinales 3 de julio |  |   | Final 5 de julio | Final 5 de julio | Final 5 de julio |  |
|  |                            |                            |                            |                |     |                        |                        |                        |  |   |                  |                  |                  |  |
|  |                            |                            |                            |                |     |                        |                        |                        |  |   |                  |                  |                  |  |
|  |                            |                            |                            |                |     |                        |                        |                        |  |   |                  |                  |                  |  |
|  |                            |                            |                            |                |     |                        |                        |                        |  |   |                  |                  |                  |  |
|  |                            |                            |                            |                |     |                        |                        |                        |  |   |                  |                  |                  |  |
|  |                            | 1                          | Brasil                     | 91             |     |                        |                        |                        |  |   |                  |                  |                  |  |
|  |                            |                            |                            | 91             |     |                        |                        |                        |  |   |                  |                  |                  |  |
|  |                            |                            | 3                          | Venezuela      | 100 |                        |                        |                        |  |   |                  |                  |                  |  |
|  | 2                          | Canadá                     | 3                          | Venezuela      | 100 | 72                     |                        |                        |  |   |                  |                  |                  |  |
|  | 2                          | Canadá                     |                            |                |     |                        |                        |                        |  |   |                  |                  |                  |  |
|  | 3                          | Venezuela                  | 76                         |                |     |                        |                        |                        |  |   |                  |                  |                  |  |
|  | 3                          | Venezuela                  | 76                         |                |     |                        |                        |                        |  | 3 | Venezuela        | 80               |                  |  |
|  |                            |                            |                            |                |     |                        |                        |                        |  | 3 | Venezuela        | 80               |                  |  |
|  |                            |                            | 1                          | Estados Unidos | 127 |                        |                        |                        |  |   |                  |                  |                  |  |
|  | 2                          | Puerto Rico                | 1                          | Estados Unidos | 127 | 95                     |                        |                        |  |   |                  |                  |                  |  |
|  | 2                          | Puerto Rico                |                            |                |     |                        |                        |                        |  |   |                  |                  |                  |  |
|  | 3                          | Argentina                  | 85                         |                |     |                        |                        |                        |  |   |                  |                  |                  |  |
|  | 3                          | Argentina                  | 85                         |                | 2   | Puerto Rico            | 81                     |                        |  |   |                  |                  |                  |  |
|  |                            |                            |                            |                | 2   | Puerto Rico            | 81                     |                        |  |   |                  |                  |                  |  |
|  |                            |                            | 1                          | Estados Unidos | 119 |                        |                        |                        |  |   |                  |                  |                  |  |
|  |                            |                            | 1                          | Estados Unidos | 119 |                        |                        |                        |  |   |                  |                  |                  |  |
|  |                            |                            |                            |                |     |                        |                        |                        |  |   |                  |                  |                  |  |
|  |                            |                            |                            |                |     |                        |                        |                        |  |   |                  |                  |                  |  |
|  |                            |                            |                            |                |     |                        |                        |                        |  |   |                  |                  |                  |  |
|  |                            |                            |                            |                |     |                        |                        |                        |  |   |                  |                  |                  |  |

|  | Tercer Puesto 5 de julio |             |    |  |
|  |                          |             |    |  |
|  | 1                        | Brasil      | 93 |  |
|  | 1                        | Brasil      | 93 |  |
|  | 2                        | Puerto Rico | 91 |  |
|  | 2                        | Puerto Rico | 91 |  |

## Clasificación final
| Pos.              | Equipo         | Récord |
| ----------------- | -------------- | ------ |
| Medalla de oro    | Estados Unidos | 6-0    |
| Medalla de plata  | Venezuela      | 4-3    |
| Medalla de bronce | Brasil         | 5-1    |
| 4                 | Puerto Rico    | 4-3    |
| 5                 | Canadá         | 2-3    |
| 6                 | Argentina      | 2-3    |
| 7                 | México         | 1-3    |
| 8                 | Panamá         | 1-3    |
| 9                 | Cuba           | 1-3    |
| 10                | Uruguay        | 0-4    |

|  | Clasificados para los Juegos Olímpicos de Barcelona 1992 |